# Mochinut
A Mochinut é uma cadeia de restaurantes americana especializada em mochi donuts, boba e cachorros-quentes ao estilo coreano. Tem lojas nos Estados Unidos e na Coreia do Sul.

## História

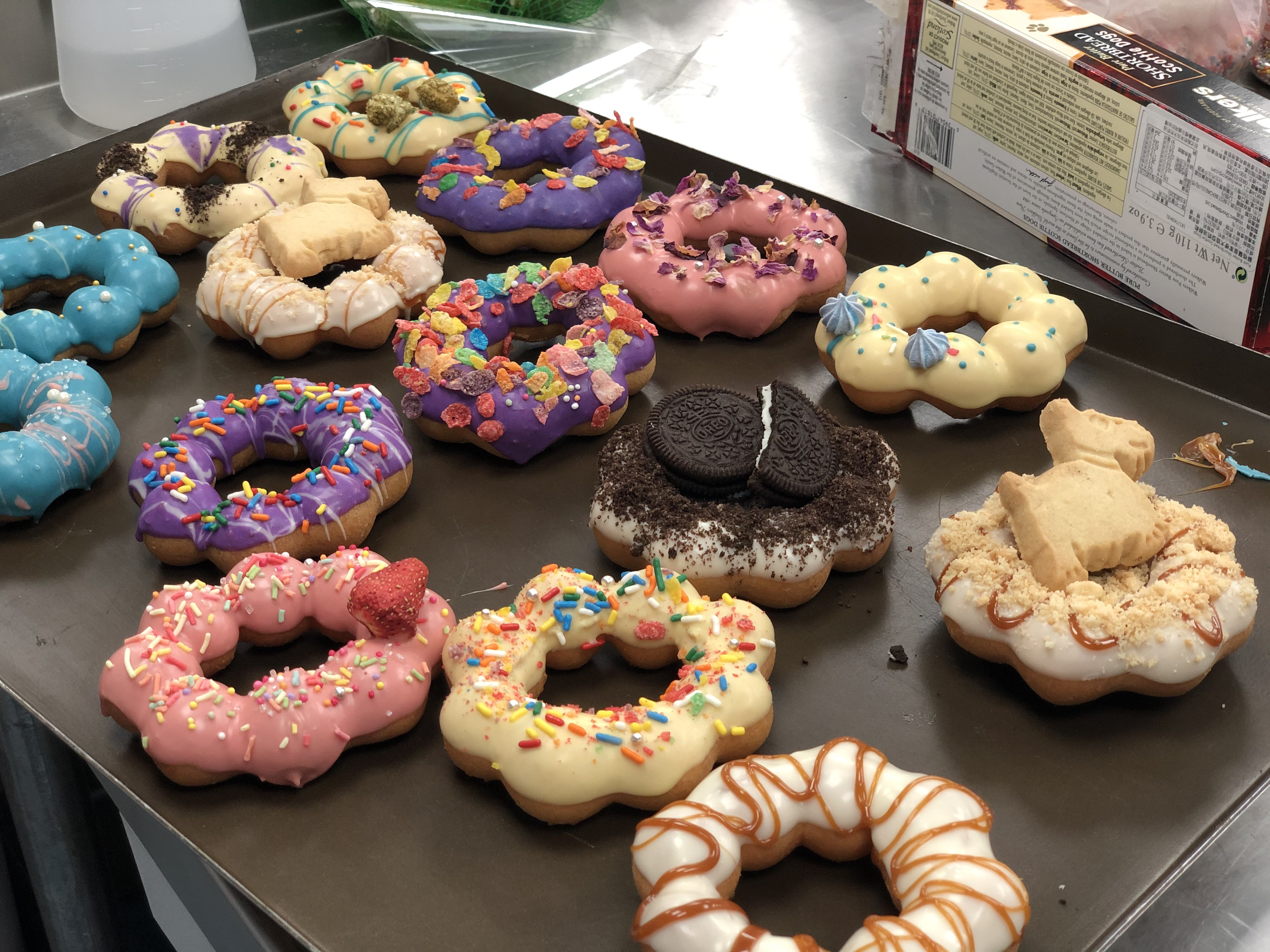
Um grupo de donuts mochi

A cadeia foi fundada em Cerritos, Califórnia, em 13 de março de 2020, por Jaewook Ha. Foi descrita como um spin-off do Chung Chun Rice Dog, tendo sua primeira localização dentro dele.

## Cardápio
Os mochi donuts são feitos com farinha de arroz, o que os torna flexíveis e reconhecíveis devido à sua forma distinta de oito pequenas bolas ligadas como um círculo. Existem cerca de 25 sabores da comida, mas variam consoante a localização. Os sabores listados no site oficial são:
- Morango
- Yuzu
- Iogurte
- Ube
- Taro
- Pedrinha de leite
- Churro
- Café
- Ube Original
- Chocolate
- Leite de banana
- Açúcar Preto
- Melona
- Funil de morango
- Matcha
- Veludo vermelho
- Pistáchio
- Manteiga de amendoim
- Original
- Cookies & Creme
- Mirtilo
- Manga
- Sésamo preto
- Nutella
- Cheesecake

Os cachorros quentes oferecidos são de um estilo coreano distinto, sendo embrulhados num pão semelhante a um corn dog. Podem ser embrulhados em batatas ou coberturas de ramen, cobertos com mozzarella e tinta de lula, ou ao estilo "vulcão", com uma salsicha picante. Também se encontra disponível o Tteokbokki.

## Localizações
Em 2023, a Mochinut tinha 148 estabelecimentos nos Estados Unidos. Também tem estabelecimentos na Coreia do Sul e na Tailândia.